# Abracadabrella elegans
Abracadabrella elegans ou Elegant Fly Mimic é uma espécie de aranha saltadora do gênero Abracadabrella. É razoavelmente comum na costa leste da Austrália, principalmente Queensland. Parece imitar uma grande mosca com dois montes pretos e arredondados na parte traseira do abdômen, que se parecem com olhos, e suas fiandeiras que se assemelham às partes bucais de uma mosca. Ela aparentemente anda para trás para melhorar o mimetismo. Abracadabrella spp. são encontradas sobre ou sob a casca ou na folhagem do litoral norte de Queensland ao sul até pelo menos a costa central da Nova Gales do Sul.
Foi nomeada pela primeira vez como Marptusa elegans por L. Koch em 1879, quando ele descreveu a fêmea, depois mudou para Ocrisiona elegans por Simon em 1901. O nome do gênero Abracadabrella foi criado por Zabka em 1991, quando ele também descreveu o macho. 

## Galeria

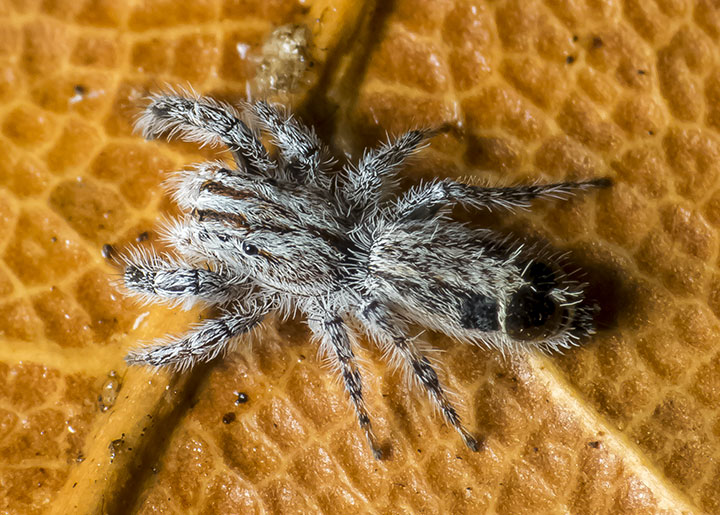
Abracadabrella elegans (Elegant Fly Mimic) de Townsville, Queensland. Uma aranha saltadora australiana. Macho, comprimento do corpo 3,8 mm.
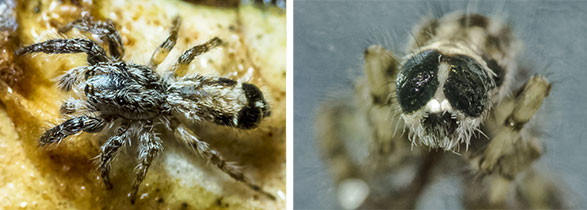
Abracadabrella elegans (Elegant Fly Mimic) de Grafton, Nova Gales do Sul. Uma aranha saltadora australiana. Macho, comprimento do corpo 3,8 mm. Imagem composta mostrando a aranha de cima e uma vista dos olhos por trás.
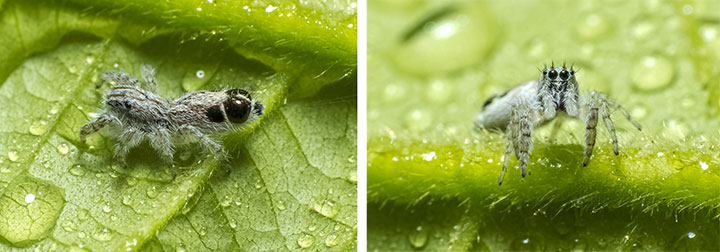
Abracadabrella elegans (Elegant Fly Mimic) de Townsville, Queensland. Uma aranha saltadora australiana. Fêmea, comprimento do corpo 4 mm. Imagem composta mostrando o lado da aranha e ela de frente.
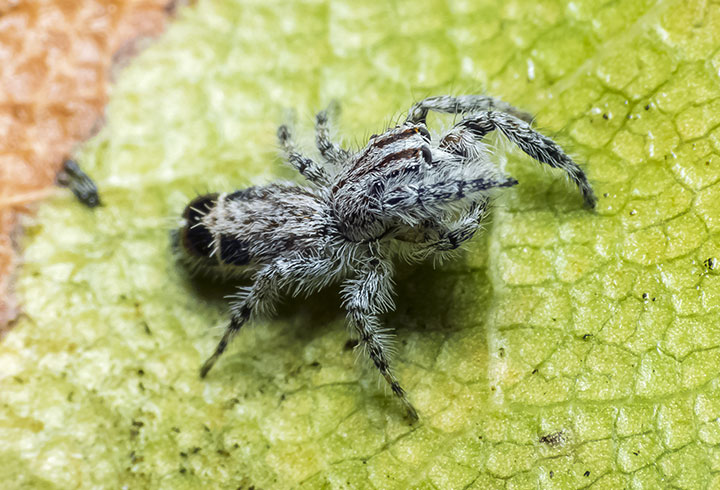
Abracadabrella elegans (Elegant Fly Mimic) de Townsville, Queensland. Uma aranha saltadora australiana. Macho, comprimento do corpo 3,8 milímetros.